# Abendgymnasium Wien
Das Bundesgymnasium, Bundesrealgymnasium und Wirtschaftskundliche Realgymnasium für Berufstätige in Wien (Eigenbezeichnung auch Abendgymnasium Wien) ist eine öffentliche Abendschule, die zur Matura führt.

## Geschichte
Das Abendgymnasium wurde 1925 gegründet und ist damit eines der ältesten Abendgymnasien Europas. Nach dem Ersten Weltkrieg wurden von Wanda Lanzer und Lehrlingen der Berufsschule Mollardgasse Vorbereitungskurse zur Erlangung der Mittelschulmatura ins Leben gerufen. 1925 erhielt der „Mittelschulkurs“ die offizielle Genehmigung des Stadtschulrats für Wien. Pädagogischer Leiter der neuen Institution war Arthur Pollak.

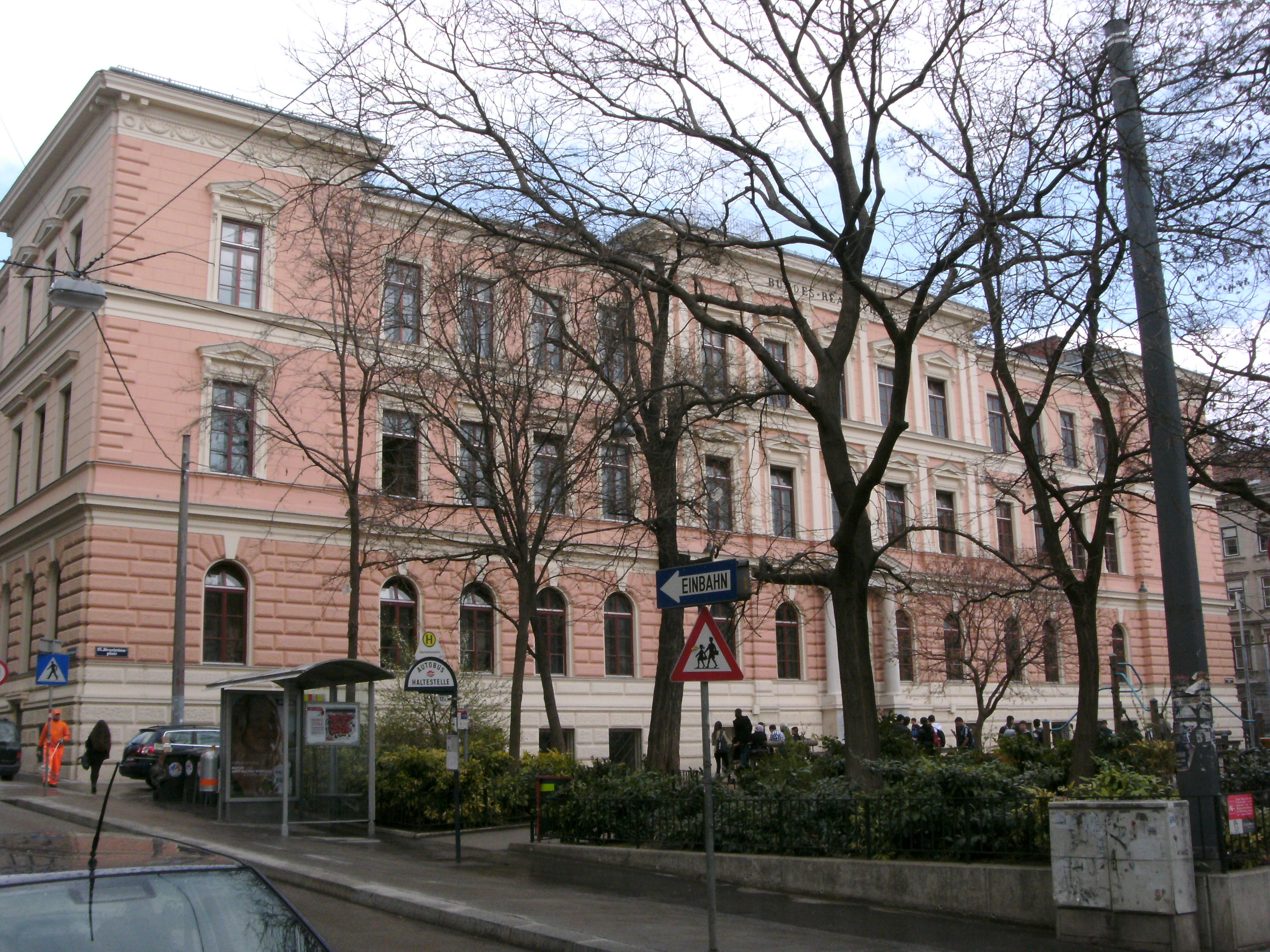
Ehemaliger Standort Henriettenplatz

Im Jahr 1939 wurde die Abendschule endgültig aufgelöst. 1945 erfolgte die Wiedergründung als „Arbeitermittelschule“ durch die Sozialpartner. Die Privatschule erhielt das Öffentlichkeitsrecht und wurde 1960 durch Parlamentsbeschluss zu einer Bundesschule. Direktoren der Wiederaufbauzeit waren Alfred Bohmann und Ferdinand Hübner.
In den 1990ern wurde unter Direktor Oskar Achs die Studiendauer auf acht Semester verkürzt und ein Fernstudium, zum Wintersemester 2010/11 unter Klaus Brandl das Modulsystem eingeführt.
Mit Wintersemester 2014/15 erfolgte der Umzug in die Brünner Straße 72, nachdem die Schule seit Jahrzehnten am Henriettenplatz und für einige Jahre zusätzlich in der Singrienergasse 21 untergebracht war.

## Unterricht
Voraussetzungen für den Schulbesuch ist der erfolgreiche Abschluss der achten Schulstufe und die Vollendung des 17. Lebensjahrs spätestens im Kalenderjahr der Aufnahme. Zudem müssen Aufnahmewerber eine Berufsausbildung abgeschlossen haben oder in das Berufsleben eingetreten sein.
Vorbildungen werden individuell anerkannt. Der Besuch des Abendgymnasiums ist kostenlos.
Unterrichtseinheiten dauern 45 Minuten. Die meisten Module werden von 17.55 bis 21.20 Uhr abgehalten. Seit Wintersemester 2010/11 besteht eine Nachmittagsschiene, seit Wintersemester 2014/15 eine Vormittagsschiene (ab 10.05 Uhr).

Als Fremdsprachen werden neben Englisch auch Altgriechisch, Latein, Französisch, Spanisch, Russisch und Türkisch angeboten.
- Homepage des Wiener Abendgymnasiums
- Schüler_innen des Abendgymnasiums Wien in der Onlineausstellung „Meine Mediathek – Curated by …“ der Österreichischen Mediathek